# 代金引換郵便詐欺
代金引換郵便詐欺(だいきんひきかえゆうびんさぎ）とは、代金引換郵便制度を悪用し、被害者の意図に関わり無く、関係の無いもの、無価値なものを送りつけて、その代金を詐取する詐欺である。
代金引換詐欺（だいきんひきかえさぎ）、或いは代引詐欺（だいびきさぎ）とも言われるが、本項目においては、代金引換郵便の制度上の仕組みを悪用する詐欺について主に取り扱う。
代金引換郵便詐欺は旧くから時折確認されており、最近は新手の手口として架空請求詐欺に含めて扱われる事もある。類似の手口としてネガティブ・オプションや、オークション詐欺、特殊詐欺がある。

## 概要

### 詐欺の構図
詐欺を仕掛ける側の立場では、無価値な物品、例えば、紙切れ一葉を封筒に入れて、代金引換郵便で任意の相手に送付する。そして、相手が、自身で注文した物かもしれないという曖昧な記憶のまま、または知人からの届け物かもしれないと錯誤したり、何も考えず漫然と、何の疑いもなく素直に、その他理由の有無や内容を問わず、なんにせよ受け取って代金を支払ってくれることを期待する。あるいは、宛名人の家族が何の疑いなく代金を立て替えて受け取ることを期待する。このようにして、無価値な物と引き換えに「商品代金」を支払わせ詐取すると言う構図である。
一方で、このような郵便物を送付された側である被害者の立場では、代金を支払う前には内容物を確認する事が出来ず、支払って開封してから注文していない物、到底対価に見合わない物である事を知り詐欺である事に気付く。あるいは、代わりに受け取った家族が宛名人本人に郵便物を渡して立て替え代金を求めたところで、心当たりのない物品の対価を詐取されたと気付き、家庭内不和の原因となりうる。
そして、一度代金を支払うと、これは詐欺であると被害者が主張しても、制度上郵便局から返金はできず、郵送・配達・取引を取り消して代金を取り戻すことはできない。また、裁判所の令状が無い限り郵便局は差出人についての情報を開示することがない。そもそも、日本郵便では2014年10月31日に代金引換サービスにおける本人確認を開始する以前は、何ら差出人の確認を行っていなかった。
これらの事情から、詐欺を仕掛ける側の立場では、任意の相手に対して、自身の氏素性を隠蔽し追及されるリスクなく郵便局員に代金回収を担わせ安全かつ確実に「商品代金」を入手できる。一方で、無価値な郵便物に代金を支払ってしまった被害者の立場では送付状や郵便物に表示されている住所・氏名などのほかに追及の手段が乏しく「商品代金」を取り戻すのは事実上不可能である。
詐欺を仕掛ける側は、例えば紙一葉に金一万円の商品代金を表示して、名簿業者等から入手した住所・氏名リスト等をもとに不特定多数に送付し、その中でうっかり支払ってくれる者が一定数いれば、郵便物作成や郵送費用等の全体総額を差し引いても十分に利益を揚げられる。一方で支払ってしまった側は、取り戻す為には弁護士費用、差出人の身元調査費用、訴訟費用といった諸経費が嵩んで容易に損害金額一万円を越えてしまうので損得勘定で言えば実質上なにも手出しできず泣き寝入りを強いられる。このため、差出人即ち詐欺を働く側が追及され返金を迫られることはまずなく、安全に確実に回収された代金を安心して懐に入れることができる。

### 類似の手口
代金引換郵便詐欺と類似の手口としてはネガティブ・オプションや架空請求詐欺、オークション詐欺、特殊詐欺がある。
ネガティブ・オプションは、任意の相手に対して注文していない物品を送りつけたうえで、業者の主張する条件の下で購入契約の成立を主張して爾後代金を要求する。架空請求詐欺は任意の相手に対して、使用していないサービスや購入していない物品の債務があると主張し、根拠の無い対価を要求する。いずれも、何らかの連絡手段で接触して手練手管を弄して被害者に代金支払いを迫るが、適切な対応をする、或いは無視することで支払いを抑制できる。その点では、郵便局員の手を介して「商品」と引き換えに直ちに代金を詐取できる代金引換郵便詐欺とは異なる。
オークション詐欺の中でも取引や決済に代金引換郵便を悪用する場合があり、その場合には、注文した物と異なる、或いは商品価値の無いものを送りつけて代金を詐取する。この場合も、詐欺のきっかけとしてオークションの取引が存在する点で、何らの前触れも無く送りつけてくる代金引換郵便詐欺とは異なる。また、オークション仲介業者にクレームを入れることで取引中止等をして支払いを免れることができる点が、得体のしれない商品と引き換えに問答無用で代金を支払わせる代金引換郵便詐欺と異なる。

### 事例
以下の様な物品を送付し、数千円～数万円の代金を詐取する。
- 衛生マスク
- 消毒液
- 体温計

また、以下の様な事例がある。
2006年春に、開催日時と場所の記されていない「ディナーショーチケット」2枚が、2万円弱の値段で配達された事例が多数確認されている。ネット上に報告された配達事例より、複数の通信販売業者より流出した顧客名簿を用いて発送した可能性が指摘されている。
また、「個人情報抹消のお知らせ」の名目で、数万円の代金引換郵便を後送するので代金と引き換えに手続き書類を受け取るように連絡する場合もある。
2023年（令和5年）には、Amazonのマーケットプレイスと組み合わせた手口が確認されている。顧客が通販で注文を行ったところで、販売業者が注文をキャンセルし、クレジットカード等で決済済みなら返金処理する。これと平行して、都合で代金引換郵便に変更すると案内し、注文とは異なる廉価な物品（例：大人のおもちゃ）に本来の商品と同じ代引金額を表示して代金引換郵便で送付し、対価に見合わぬものを受け取らせて代金をせしめる。直接別の商品を送付すれば通販上の規約に違反し顧客からクレームがつけば決済不能となって代金を回収できずペナルティを蒙っていずれ取引停止となるが、この手口では通販システム上は飽くまでも取引がキャンセルされており以後の取引にも影響が及ばない。一方で顧客の立場では注文した物品が届くという期待とその代金金額の記憶があるのにつけこみ、決済方法が変更されたが商品が確かに届けられたと錯誤させて代金を支払わせ安全且つ確実に回収することを狙う。なお、通販システムの立場では、飽くまでもキャンセルされた取引であり、爾後は販売業者と顧客との間のトラブルにしか過ぎず、当然顧客が蒙った被害について関知しない。

## 制度
代金引換郵便は、郵便法第64条に規定された制度で、差出人の指定した金額と引き替えに郵便物を配達し、郵便局が集金を代行する。一度代金を支払うと、郵便法第46条の規定で配送完了扱いとなり、以降、郵便局に対して返金を請求することは出来ない。また、裁判所からの令状がない限り、郵便局は差出人についての情報を開示する事はない。そもそも、日本郵便では2014年10月31日に代金引換サービスにおける本人確認を開始する以前は、何ら差出人の確認を行っていなかった。

## 対処
代金引換郵便の制度上、代金を支払わなければ開封して内容物を確認することもできない。そのため、即座に受領せず、届けられた荷物の状況から真偽を判断する必要がある。
まず、送付状や郵便物に記されている差出人の住所・氏名・電話番号、差出人が法人の場合は更に会社名、と内容物・代引金額の表示を確認する。
あから様に怪しいとか、心当たりがない、受け取らなくても不都合がない、そもそも不要であるならば、その場で受取拒否を行えばよい。心当たりの無い、前触れも無く送りつけられた代金引換郵便を受け取る義務はないし、その場で代金を支払う義務もない。
あるいは、もしかすると、ひょっとして心当たりがあるかも知れないが確信を持てなかったり、家族宛ですぐに確認できない場合は受取留保をすればよい。一週間以内（ただし、冷蔵・冷凍便は3日以内）であれば再配達してもらえるので、その間に自身の通販の記録を当たったり家族に心当たりがあるか確認する。全く心当たりの無い物であれば改めて受取拒否を行えばよい。
覚えのない物がいきなり届けられた被害者が心理的に動揺するのは、ある意味予想される事であるし、覚えのない代金引換（郵便）に対して断固たる対応をとる心構えが重要である。配達員の立場では差出人と受取人との関係について考慮や介入する事はなく、単に短時間で対応を切り上げたいのであって、対応に迷うなら即座に受取留保や受取拒否の態度を表明すればよい。
また、家族で相互に、通信販売・ネットオークション、フリマアプリで物品が届く事を伝えておく習慣をつけて、それ以外の心当たりのない代金引換郵便を即座に受け取ったり、代金を支払わない様に注意する必要もある。

### 支払ってしまった後の対処
一度支払われた代金について、法令および制度上、郵便局は独自の判断で被害者に返金する事はなく、また差出人についての情報を開示することもない。そのため、郵便物に表示されている差出人氏名・住所や企業・業者名や連絡先を手がかりにして、独自に差出人に掛け合うしかないが、斯様な詐欺を仕掛ける側は当然応じる積もりが毛頭なく、架空の氏名・住所などを表示しておいて連絡を絶つ事が通常であるため、追求する手立ては喪われる。
なおも代金を取り戻すつもりであれば、迅速に管轄する裁判所に代金の仮差押えの申請手続きを行う事も出来るが、代金が差出人に渡る前に全ての手続きを終えなければならず、費用も相当掛かるため、事実上困難である。
所轄の警察署に被害届を提出する事が事実上の最適手段である。
2008年には振り込め詐欺被害者救済法が施行され、支払れた代金が振り込まれた口座を迅速に凍結することができるようになった。（逆に言うと、それまでは警察の捜査も後手後手に回っていた）
口座が凍結されても、詐欺被害金が確実に帰ってくる100%の保証はない。支払ってしまったお金を取り戻すのは困難が伴うと言う認識が重要である。

## 補足
宅配便でも、代金と引き替えに荷物を配送するサービスを請け負っている。これは、郵便とは異なり、事前に差出人、特に個人事業主としての実体や法人格などについての審査を行い、かつ顧客と宅配業者との品代金の振込み方法・入金サイクルなど細かい点をつめて契約を結ぶ。そのため、いわゆるこのような代金引換郵便詐欺には用いるのは比較的困難である。ただし、宅配便であっても、ネガティブ・オプションや、オークション詐欺、特殊詐欺を行う者が常用する手段であるため、注意が必要である。
一方で、郵便制度は公平に利用させることが郵便法に定められていることから、代金引換郵便の利用において予め何らかの基準を設けて審査で利用を拒否することは制度上困難とされていた。また郵便法の主旨上、代金引換郵便制度そのものの廃止も難しいと言う態度を取っていた。
2014年10月31日、日本郵便はようやく代金引換郵便の取扱において、発送時の本人確認の徹底、および代金受取口座の限定（本人口座が行われている通常郵便貯金口座とし、代金引換郵便における振替口座指定の廃止）等の対策が取られるようになった。